# Nevin Harrison
Nevin Harrison (Seattle, 2 giugno 2002) è una canoista statunitense.
Ha vinto la medaglia d'oro nel C1 200 m a Tokyo 2020. 

## Palmarès
- Mondiali

Szeged 2019: oro nel C1 200 m.
Tokyo 2020: argento nel C1 200 m.
- Giochi olimpici

Tokyo 2020: oro nel C1 200 m.